# جوزپه کالکاترا
جوزپه کالکاترا (ایتالیایی: Giuseppe Calcaterra؛ زادهٔ ۹ دسامبر ۱۹۶۴) دوچرخه‌سوار اهل ایتالیا است.